# Saint-Martin-de-Mieux
Saint-Martin-de-Mieux é uma comuna francesa na região administrativa da Normandia, no departamento Calvados. Estende-se por uma área de 10,24 km². Em 2010 a comuna tinha 413 habitantes (densidade: 40,3 hab./km²).